# Barañain
Barañain (en euskera, cooficialment Barañáin en castellà) és un municipi de Navarra, a la comarca de Cuenca de Pamplona, dins la merindad de Pamplona. Forma part de l'àrea metropolitana de Pamplona. Limita amb els municipis d'Arazuri (Cendea de Olza), Ermitagaña, Mendebaldea i Etxabakoiz (barris de Pamplona), Zizur Nagusia i Zizur Zendea.

## Llista d'Alcaldes
Fins al 1987 Barañain formava part del municipi de Zizur Zendea
- 2015- : Oihaneder Indakoetxea (EH Bildu)
- 2008/2015: José Antonio Mendive (UPN-PP)
- 2007/2008: Florencio Luqui (Na-Bai)
- 2003/2007: Josu Senosiain (PSN-PSOE)
- 1999/2003: Joaquín Olloqui (CIB)
- 1994/1999: Juan Felipe Calderón (UPN-PP)
- 1987/1994: Gregorio Clavero(PSN-PSOE)

### Ple
El Ple de l'Ajuntament de Barañáin de les eleccions de 2007, està integrat per 21 regidors. Després de les eleccions municipals de 2007, vuit grups municipals van obtenir: 10 regidors de UPN, 6 regidors de Nafarroa Bai, 4 del PSN-PSOE, i 1 de Ezker Batua de Navarra (IU/EB). La llista d'ANB va ser il·legalitzada, igual que la llista de 2003 Barañaingo Irrintzia. L'alcalde, Floren Luqui Iribarren, pertany al grup Nafarroa Bai i va ser triat gràcies al pacte signat entre PSN i NaBai. El 2008 fou substituït per José Antonio Mendive.
Després de les eleccions del 2015, Oihaneder Indakoetxea (EH Bildu) va ser elegida alcaldessa, gràcies al pacte entre EH Bildu, Geroa Bai i Izquierda-Ezkerra.

## Demografia
| 1996   | 1998   | 1999   | 2000   | 2001   | 2002   | 2003   | 2004   | 2005   | 2007   |
| ------ | ------ | ------ | ------ | ------ | ------ | ------ | ------ | ------ | ------ |
| 18.936 | 20.182 | 20.541 | 20.871 | 21.492 | 22.017 | 21.540 | 22.071 | 22.295 | 21.089 |